# Charmosyna
Charmosyna és un gènere d'ocells de la família dels psitàcids.

## Llista d'espècies
Segons la Classificació del Congrés Ornitològic Internacional (versió 14.2, 2024) aquest gènere està format per tres espècies:
- lori de Josephine (Charmosyna josefinae)
- lori cuallarg (Charmosyna papou)
- lori de Stella (Charmosyna stellae)